# Jeremy Corbyn
Jeremy Bernard Corbyn (ur. 26 maja 1949 w Chippenham) – brytyjski polityk, w latach 2015–2020 przewodniczący Partii Pracy. Od 1983 deputowany do Izby Gmin jako reprezentant okręgu wyborczego Islington North.

## Życiorys
Jego rodzice poznali się podczas protestów przeciw hiszpańskiej wojnie domowej. Urodził się 26 maja 1949 roku.
Ukończył Adams’ Grammar School w Shropshire, po czym przeniósł się do Londynu. Od młodości identyfikował się jako radykalny lewicowiec. Protestował przeciw apartheidowi w Południowej Afryce, polityce Izraela w Strefie Gazy, wojnie w Iraku, wzywał do osądzenia Augusto Pinocheta i walczył o prawa zwierząt. Jest wegetarianinem, nie pije alkoholu. Działa w Amnesty International, ruchu solidarności z Palestyną, wiele lat należał do Kampanii na rzecz Nuklearnego Rozbrojenia.

### Kariera polityczna
W 1983 roku został wybrany posłem do Izby Gmin jako reprezentant okręgu wyborczego Islington North. W głosowaniach parlamentarnych często zajmował stanowisko niezgodne ze stanowiskiem własnej partii (ponad 500 razy od 1997 roku), np. głosując przeciwko interwencji w Iraku. Jest zwolennikiem podniesienia podatków dla najbogatszych i korporacji, bezpłatnych studiów i nacjonalizacji kolei, opowiada się także za likwidacją brytyjskiego arsenału nuklearnego i skrytykował przyjęcie Polski do NATO jako naruszenie interesów Rosji.
W 2015 roku został jednym z kandydatów na stanowisko przewodniczącego Partii Pracy. Początkowo kandydował, by nagłośnić bliskie sobie wartości, z czasem stał się jednym z faworytów do tego stanowiska, uzyskując w sondażach wysokie poparcie szeregowych członków Partii Pracy (53% w połowie sierpnia 2015 r.), przede wszystkim młodych. Przez swoich zwolenników jest porównywany do greckiego premiera Aleksisa Tsiprasa czy Clementa Attleego. W swoim programie jednym z głównych postulatów uczynił politykę dodrukowywania przez Bank Anglii pieniędzy dla celów socjalnych i stworzenie publicznego banku inwestycyjnego.
Jego kandydaturę poparły związki zawodowe Unite the Union, UNISON, Communication Workers Union i inne. Do głosowania na Corbyna wezwał też prawicowy „The Daily Telegraph”, który uznał, że Partia Pracy pod jego przywództwem będzie łatwiejszym przeciwnikiem dla konserwatystów, ponieważ może stać się zbyt lewicowa dla brytyjskiego elektoratu. Do głosowania przeciw Corbynowi wezwał były lider partii, Tony Blair. Te przewidywania nie sprawdziły się, bowiem od chwili, gdy Corbyn został przewodniczącym, laburzyści odnotowali największy wzrost członków partii od ok. 20 lat (do 380 tys.), a także wygrali wybory na burmistrza w Salford, Liverpoolu, Bristolu i Londynie (w tym ostatnim mieście Sadiq Khan jako pojedynczy polityk uzyskał największe poparcie w historii brytyjskiej polityki).
12 września zostały ogłoszone wyniki – Corbyn uzyskał 59,5% głosów (najwyższy mandat partyjny w historii) i został nowym przewodniczącym Partii Pracy. W ciągu swojego kilkumiesięcznego urzędowania Corbyn otworzył partię na środowiska lewicowe, co wyraziło się w gwałtownym wzroście liczby członków partii (z 300 tys. do 640 tys.). Polityka Corbyna spowodowała równocześnie narastanie konfliktu z klubem parlamentarnym, w którym znajdowali się działacze o wiele bardziej bliscy centrum. Parlamentarzyści Partii Pracy zarzucali liderowi brak zdolności do zdobywania szerokiego elektoratu i nieskuteczne działania w kampanii przed referendum nt. opuszczenia Unii Europejskiej oraz niejasne stanowisko samego Corbyna względem UE. Po przegranym referendum grupa posłów zrezygnowała z zasiadania w gabinecie cieni i zaczęła domagać się wymiany lidera, a blisko 80% członków klubu parlamentarnego w niewiążącym głosowaniu opowiedziało się za zmianą lidera partii. tym samym uruchamiając procedurę przedterminowych wyborów w partii. Corbyn wystartował w przyspieszonych wyborach, ubiegając się o reelekcję. Jego kontrkandydatem był Owen Smith. Corbyn wygrał te wybory i utrzymał przewodnictwo w partii, zaś w przyspieszonych wyborach parlamentarnych w 2017 doprowadził do zwiększenia liczby głosów na Partię Pracy na skalę niespotykaną od 1945.
W związku z niezadowalającymi wynikami Partii Pracy w przyśpieszonych wyborach w 2019, które dały Partii Konserwatywnej samodzielną większość, Corbyn został zmuszony do złożenia deklaracji o rezygnacji ze stanowiska przed kolejnymi wyborami parlamentarnymi. W kampanii wyborczej na nowego przewodniczącego na czoło wysunął się centrysta Keir Starmer, który zdobył to stanowisko w partyjnych wyborach 4 kwietnia 2020.
W październiku 2020 r. został zawieszony w członkostwie Partii Pracy po publikacji raportu EHRC (Equality and Human Rights Commission) dotyczącego antysemityzmu wewnątrz partii.
W wyborach w 2024 był kandydatem niezależnym i ponownie uzyskał mandat.